# Силадице
Силадице (слч. Siladice) насељено је мјесто са административним статусом сеоске општине (слч. obec) у округу Хлоховец, у Трнавском крају, Словачка Република.

## Становништво
| Година:    | 1994. | 2004.   | 2014.   | 2024.   |
| ---------- | ----- | ------- | ------- | ------- |
| Број људи: | 637   | 620     | 670     | 647     |
| Разлика:   |       | -2,66 % | +8,06 % | -3,43 % |

| Година:    | 2023. | 2024.   |
| ---------- | ----- | ------- |
| Број људи: | 656   | 647     |
| Разлика:   |       | -1,37 % |

Према подацима о броју становника из 2024. године насеље је имало 647 становника.